# Novomatic Musical Aréna Sopron
La Novomatic Musical Aréna Sopron è una arena polivalente situato nella città di Sopron.
L'Arena venne inaugurata nel 1987, e nel 2005 venne riammodernata per ospitare gli incontri del campionato europeo femminile di pallacanestro 2015. Oltre agli incontri di pallacanestro, la struttura ospita altre eventi sportivi e culturali, esibizioni, shows e concerti. Oltre a ciò nella struttura si trova un hotel, un ristorante e un centro fitness.